# Быстрец (Ивано-Франковская область)
Быстре́ц (укр. Бистрець) — село в Зелёнской сельской общине Верховинского района Ивано-Франковской области Украины.
Через село протекает река Быстрец (приток Чёрного Черемоша).
Входит в состав Карпатского национального природного парка.
Население по переписи 2001 года составляло 362 человека. Занимает площадь 11 км². Почтовый индекс — 78707. Телефонный код — 03432.